# Lara Teixeira
Lara Puglia Teixeira (Campos dos Goytacazes, 26 de novembro de 1987) é uma atleta olímpica brasileira do nado sincronizado. Participou ao lado de Nayara Figueira dos Jogos de Pequim 2008 acabando a competição de duetos em 13º lugar. Integrou a delegação nacional na disputa os Jogos Pan-Americanos de 2011, em Guadalajara, no México. Em 2012, participou dos Jogos Olímpicos de Londres 2012, também ao lado de Nayara Figueira, e repetiram a 13ª colocação.
A atleta competiu em sua terceira Olimpíada nos Jogos do Rio 2016 pela categoria por equipes – na primeira vez que a equipe do Brasil estará nas Olimpíadas, ficando em 6º lugar. Lara é quatro vezes finalista em Mundiais, 13ª colocada nos Jogos de Pequim e Londres, tetracampeã sul-americana e nada menos que 50 vezes campeã Brasileira.

## Carreira

### Inicio
Iniciou no esporte aos 4 anos fazendo natação, ginástica olímpica e ballet, pelo Tijuca Tênis Clube. Ingressou no nado sincronizado aos 8 anos, onde após 02 meses de escolinha foi convidada a fazer parte da equipe infantil. Nessa categoria subiu ao podium ora com medalha de ouro ora com prata, nas modalidades equipe e dueto.

### 2007 e Seleção Brasileira
O ano de 2007 trouxe muitas conquistas para Lara. Ela participou dos Jogos Pan-americanos Rio 2007 onde conseguiu a medalha de bronze tanto em Equipe, como no Dueto. Através do Pan que Lara Teixeira ganhou do Comitê Olímpico Brasileiro, COB, seu primeiro Prêmio Brasil Olímpico.
Além do Pan e da premiação, a atleta participou de outra competição que considera um marco em sua vida: o Mundial de Melbourne, Austrália. Lá, a atleta obteve com a equipe a melhor colocação da história do nado brasileiro em mundiais. Além disso, Lara foi a única nadadora que competiu as quatro provas da modalidade, somando um total de 11 coreografias.

### Pequim 2008
Em 2008, com 21 anos participou das Olimpíadas de Pequim onde, com o Dueto, conseguiu a 13ª colocação em sua modalidade. Foi através dos Jogos Olímpicos de Pequim que a atleta conquistou pelo segundo ano consecutivo o Prêmio Brasil Olímpico, sendo eleita a atleta do ano na modalidade.
Em 2009, a atleta deixou o Rio de Janeiro para treinar pelo dueto com Nayara Figueira em São Paulo, com o objetivo de se classificar novamente para as Olimpíadas, dessa vez em Londres em 2012.
Porém, ainda no Rio, Lara começou a por em prática seu projeto de difusão do nado sincronizado pelo Brasil, através das escolinhas Lara Teixeira para crianças. Nesta iniciativa, a nadadora conta com a ajuda de professoras escolhidas especialmente por ela para aplicar o seu método exclusivo de ensino nas aulas. O primeiro objetivo que ela pretende alcançar com essa idéia é aumentar o número de esportistas dessa modalidade.

### Fase no exterior
Em maio do mesmo ano, Lara seguiu para a América do Norte para disputar os campeonatos Americano e Canadense com a parceira de dueto Nayara Figueira. Nos EUA, conseguiu colocação de honra e no Canadá conseguiu três medalhas de ouro inéditas.
Os bons resultados na América do Norte fizeram com que o dueto reformulasse sua coreografia para o Mundial de Roma, em julho do mesmo ano. No Mundial, a dupla conseguiu a inédita décima colocação no dueto técnico e a 11ª colocação no dueto livre.

### Rio 2016
Lara competiu nos Jogos Olímpicos de 2016, com a equipe ela ficou em 6º lugar com 171.9985 pts. 

## Principais títulos
- 9ª colocação na rotina livre combinada, 10ª colocação no dueto e 11ª posição por equipe no Mundial Junior em 2004, em Moscou.
- Em 2005, no Mundial Absoluto, Lara conquistou a 10ª colocação na rotina livre combinada, 11ª colocação na competição por equipes e 13ª posição no dueto. Competição realizada em Montreal - Canadá. Ainda em 2005, Lara Teixeira foi considerada a melhor atleta de nado sincronizado no Sul-Americano de Esportes Aquáticos, recebendo o prêmio Señor de Sipan.
- No Aberto de Roma, em 2006, Lara conquistou a 5ª colocação por equipe e 9ª posição no dueto. Além disso, conquistou medalhas de ouro na rotina livre combinada, dueto e competição por equipe no Campeonato Sul-Americano, realizado em Medellín, Colômbia. Finalmente, em outubro de 2006, o dueto obteve a 7ª colocação no I World Trophy, etapa de mundial, realizada em Moscou.
- No Campeonato Mundial de Esportes Aquáticos disputado em março de 2007, na Austrália conquitou o 12º lugar no dueto e na equipe conquistou a melhor posição ocupada pelo Brasil em Mundiais, o 10º lugar.
- Durante o Aberto de Roma de 2007, Lara alcançou mais dois resultados internacionais importantes: o 5º lugar por equipes e 9ºlugar no dueto.
- No Campeonato Mundial de Esportes Aquáticos disputado em Julho de 2009 na Itália, conquistou o 10° e 11° lugar no dueto técnico e livre, respectivamente. Fazendo história na modalidade, colocou o nado sincronizado brasileiro pela primeira vez entre os 10 melhores duetos do mundo.
- A equipe brasileira atualmente é considerada a 3ª melhor das Américas, chegando bem próxima da 2ª colocada, o Canadá, no ranking do nado sincronizado. Esta performance assegurou a conquista das medalhas de bronze nos Jogos Pan-Americanos de 2007, no dueto e equipe.